# Gauchy
Gauchy és un municipi de França, situat al departament de l'Aisne, als Alts de França. Forma part de la Communauté d'agglomération de Saint-Quentin

## Geografia
El municipi de Gauchy se situa al sud de l'aglomeració urbana de Saint-Quentin, entre l'autopista A 26 i el Canal de Saint-Quentin.

## Administració
L'actual alcalde és en Josette Henry, del DVG. Ho és des del 2008. Des del 1972 al 2008 ho va ser Serge Monfourny.

## Demografia
Segosn el cens de l'Insee de 2007, Gauchy tenia 5.678 habitants (segons una estimació). El municipi ocupà el lloc 1.721è a nivell nacional, mentre que el 1999 ocupava el lloc 1.656è. A nivell departamental, és el 10è municipi segons el nombre d'habitants de l'Aisne.
Es coneix el nombre d'habitants del municipi des del 1793. El màxim de població el va tenir el 1990, quan tenia 5.736 habitants.
El 2008 tenia 5.593 habitants.

## Cultura

### Llocs, monuments i equipaments
- Església de Saint-Brice.
- Monument als morts.
- El municipi té quatre flors des del Concurs de ciutats i pobles florits del 2007.[2]
- Casa de la cultura i de l'oci.
- Escola municipal de música.

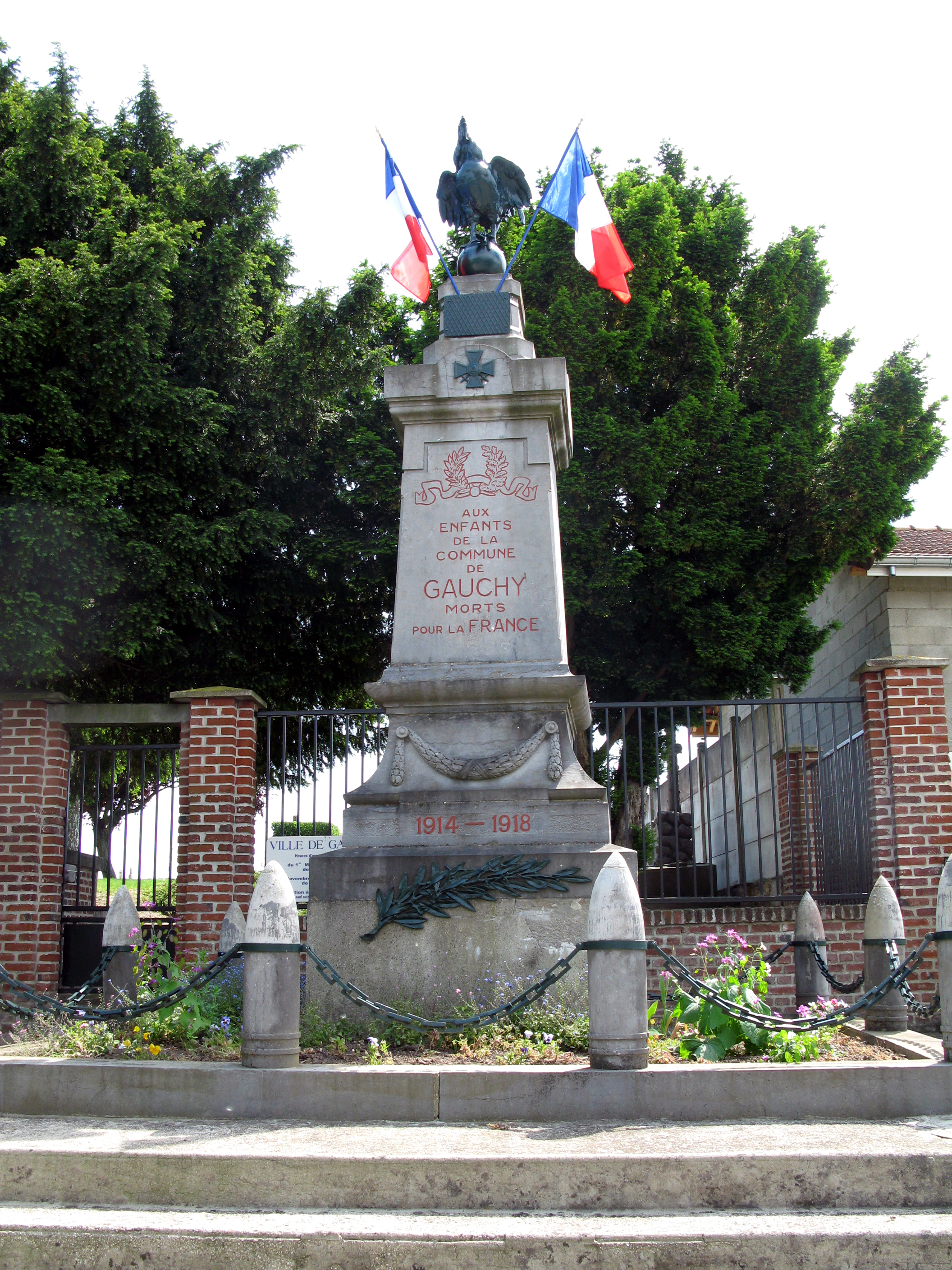
El monument als morts, proper a l'església.
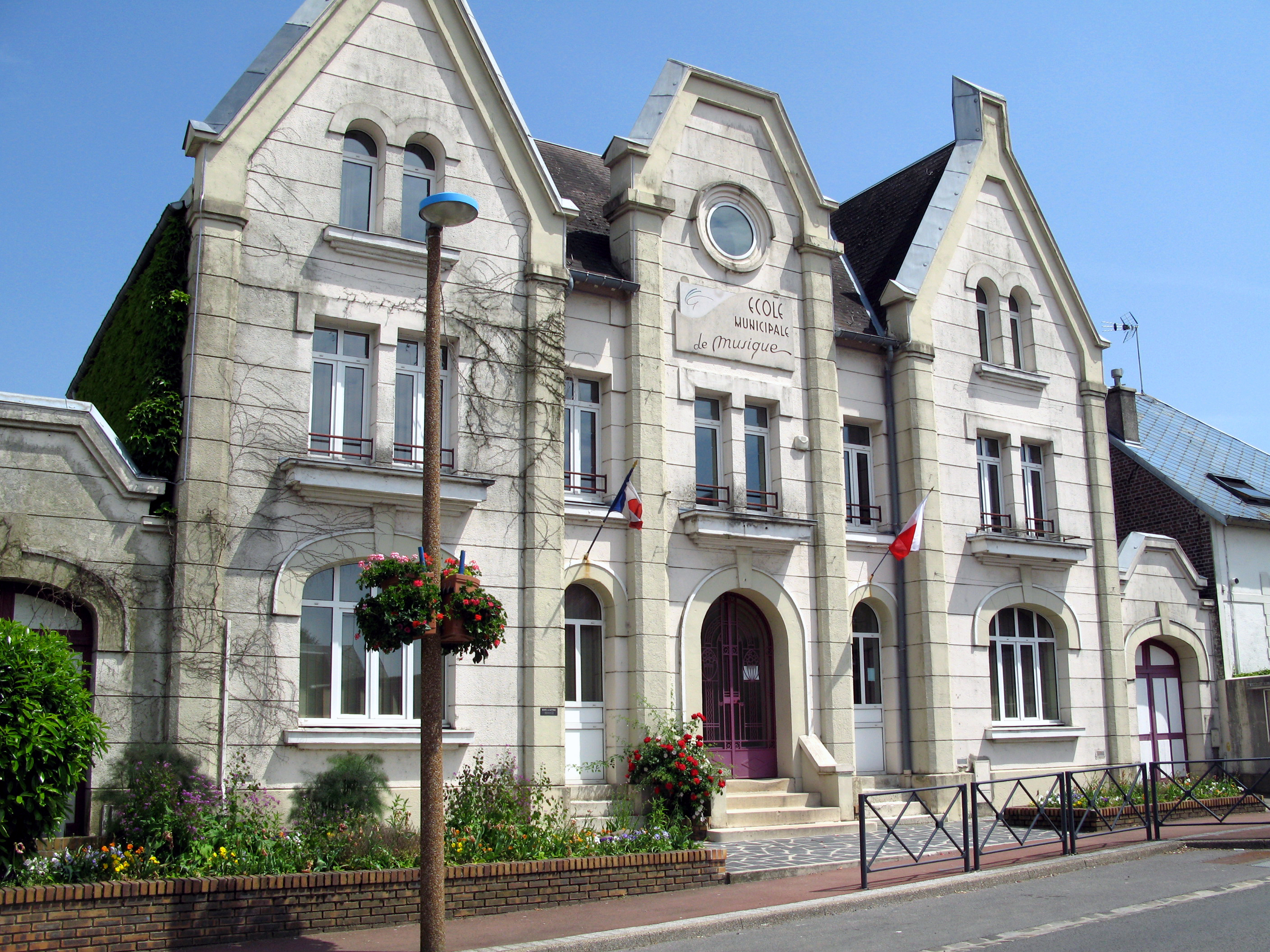
Escola municipal de música.

### Festes i activitats
- Carnaval anual.